# New Me!
『New Me!』（ニュー・ミー）は、小湊よつ葉の2枚目のシングル。2022年9月20日にSOD recordsから配信シングルとして各DSPより発売。10月6日にCDとして発売される。

## 概要
- 前作「明日はときめく」に続く、SOD recordsからのリリース。前作のCD盤はイベントでの頒布および販売のみで一般売りしなかったが、本楽曲は一般流通を使い各CDショップで販売される。
- 作詞は前作に続き、小湊が担当したが、前作と異なり楽曲にあてはめていく形で作詞がなされた。またAV作品との同日発売という連動性がなされており、そのコンセプト性から2作目の感想を歌詞にするという試みが図られている。
- 小湊は「新しい自分や感覚を知った時、こんなに世界が違って見えるんだというハッピーな曲です」と解説した[3]。
- 「明日はときめく」がAV業界に飛び込む心境を歌っていることから、同曲のアンサーソングのような形にもなっている。
- 2022年9月7日、Youtubeにてミュージック・ビデオが公開された[4]。撮影演出はAV監督である井上JAPANが担当している。
- 2023年10月12日発売（9月26日先行配信）のAV作品としてのベスト盤『SODstar小湊よつ葉 アーティスト兼AV女優 初ベスト！デビューから10作品豪華8時間スペシャル』に新規編集のリリックビデオ収録。

## 収録曲
1. New Me! 
  - 作詞：小湊よつ葉／作曲：Imaginary Tone
2. New Me!（Instrumental）
  - 作曲：Imaginary Tone

## タイアップ
- 「小湊よつ葉のちょっと込み入った話」#17～20（2022年9月5日‐9月26日、Spotify）オープニング＆エンディングテーマ